# Києво-Крулевське
Києво-Крулевське (пол. Kijewo Królewskie, нім. Königlich Kiewo) — село в Польщі, у гміні Києво-Крулевське Хелмінського повіту Куявсько-Поморського воєводства.
Населення — 601 особа (2011).
У 1975-1998 роках село належало до Торунського воєводства.

## Демографія
Демографічна структура станом на 31 березня 2011 року:
|          | Загалом | Допрацездатний вік | Працездатний вік | Постпрацездатний вік |
| -------- | ------- | ------------------ | ---------------- | -------------------- |
| Чоловіки | 301     | 66                 | 214              | 21                   |
| Жінки    | 300     | 50                 | 205              | 45                   |
| Разом    | 601     | 116                | 419              | 66                   |